# Lac en Coeur
Lac en Coeur är en sjö i Kanada.   Den ligger i regionen Mauricie och provinsen Québec, i den sydöstra delen av landet, 290 km nordost om huvudstaden Ottawa. Lac en Coeur ligger 167 meter över havet. Arean är 0,24 kvadratkilometer. Den ligger vid sjön Lac Croche. Den sträcker sig 0,8 kilometer i nord-sydlig riktning, och 0,5 kilometer i öst-västlig riktning.
I omgivningarna runt Lac en Coeur växer i huvudsak blandskog. Runt Lac en Coeur är det mycket glesbefolkat, med 5 invånare per kvadratkilometer.